# والتر دي هاس
والتر دي هاس (بالألمانية: Hanns Günther)‏ هو مترجم وكاتب ألماني، ولد في 1886، وتوفي في 1969.